# 요카와정
요카와정(吉川町)은 효고현 미키시에 있는 오아자이다. 원래는 미노와군에 속했다.

## 요카와
- 국=일본
- 지방=긴키지방
- 도도부현=효고현
- 자지체=미키시
- 이전 자지체=미노와군 요카와정
- 면적=56.45
- 세대=2,808세대
- 총인구=8,445명
- (2019년 9월 30일)
- 인구밀도 149.6명/km

소재지=우편번호 〒673-1192

효고현 미키시 요카와초 기치야스

## 지리
미키 시의 북동부 히가시하리마 지구의 최동부에 위치하고 있으며, 한신 지구 북부에 인접해 있다.

## 인구
합병 초기의 인구는 9,531명이며 합병 후 첫 인구조사인 1955년 10월 1일의 인구조사에서는 9,364명이었으나 이후에는 계속 감소하여 1965년 10월 1일의 센서스 이후부터 약 30년간은 약 8000명 전후로 추이해 왔다. 1995년 5월 노미나기 받침대의 조성에 의해 가파르게 증가하고 있으며, 마을주민생활과 주민기본대장 및 외국인등록인구에 따르면 1995년 3월 31일 7,679명이었던 인구가 이듬해 3월 31일에는 8,090명, 나아가 그 이듬해에는 8,623명까지 증가하였다.
그리고 2000년 10월 1일 인구는 10% 이상인 9,435명으로 증가해 전회 1995년 대비 인구 증감에 대한 인구 증가율이 19.3%로 효고현 내 시정 단위에서 1위를 차지했지만 ㅡ2005년 10월 1일의 센서스에서는 9,274명으로 감소했다.
| 나이            | 조사명           | 인구    |
| --------------- | ---------------- | ------- |
| 1955년 10월 1일 | 제8 회 국제조사  | 9,364명 |
| 1960년 10월 1일 | 제9 회 국제조사  | 8,798명 |
| 1965년 10월 1일 | 제10 회 국제조사 | 8,146명 |
| 1970년 10월 1일 | 제11 회 국제조사 | 7,826명 |
| 1975년 10월 1일 | 제12 회 국제조사 | 8,015명 |
| 1980년 10월 1일 | 제13 회 국제조사 | 8,096명 |
| 1985년 10월 1일 | 제14 회 국제조사 | 8,109명 |
| 1990년 10월 1일 | 제15 회 국제조사 | 7,944명 |
| 1995년 10월 1일 | 제16 회 국제조사 | 7,909명 |
| 2000년 10월 1일 | 제17 회 국제조사 | 9,435명 |
| 2005년 10월 1일 | 제18 회 국제조사 | 9,274명 |

## 역사
- 1955년 7월 1일 - 오쿠요카와촌, 기타타니촌, 나카요카와촌이 신설 합병으로 성립하였다.
- 2005년 10월 24일 - 미키시에 편입되었다. 동일 요카와정은 폐지와 동시에 미카와군은 소멸하였다.

## 교통

### 도로
- 산요 자동차도
- 세이신 자동차도(일본어판)

- 주고쿠 자동차도
- 마이즈루-와카사 자동차도(일본어판)
- 국도 제428호선 (일본)(일본어판)